# Indie sleaze

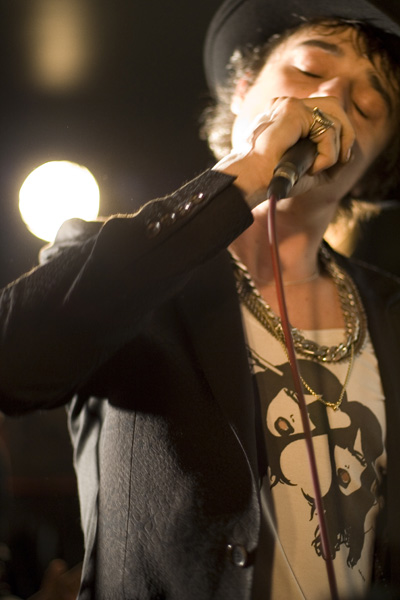
Pete Doherty (en 2007), un des initiateurs du style indie sleaze.

L'Indie sleaze est un style vestimentaire en vogue au début des années 2000, initié au Royaume-Uni (notamment par Kate Moss et Pete Doherty) et aux États-Unis. Inspiré du punk et de la new wave pour son côté outrancier et désordonné, il se caractérise aussi par un goût du vintage avec des références aux vêtements des années 1970 et 1980 : imprimés léopard, short en jean, tee-shirt déchirés, jeans slim, marcel filet, pantalons taille basse, etc. Il est adopté à ses débuts par des groupes musicaux comme The Libertines, Arctic Monkeys, Vampire Weekend, et en France par Justice ou Daft Punk.